# 艾泽尔河战役
艾澤爾河戰役（荷蘭語：Slag om de IJzer）是第一次世界大戰西線中的一場戰役，於1914年10月在尼烏波特和迪克斯邁德之間發生，戰線全長35公里，位於比利時的艾泽尔河和伊珀尔莱运河的延伸段。前線由一支的比利時-法國部隊駐守，在一場防禦戰中阻止了德軍的前進。
艾澤爾河戰役的勝利使得比利時保留了一小塊領土，這使阿爾貝一世成為比利時的民族英雄。

## 註腳
1. 1 2  Amez 2013，第53頁.
2. ↑  Schaepdrijver 2004，第171頁.
3. ↑  Barton, Doyle & Vandewalle 2005，第17頁.